# Джиджітка пустельна
Джиджі́тка пустельна (Podoces panderi) — вид горобцеподібних птахів родини воронових (Corvidae). Мешкає в Центральній Азії. Вид названий на честь німецького зоолога Хайнца Крістіана Пандера.

## Опис

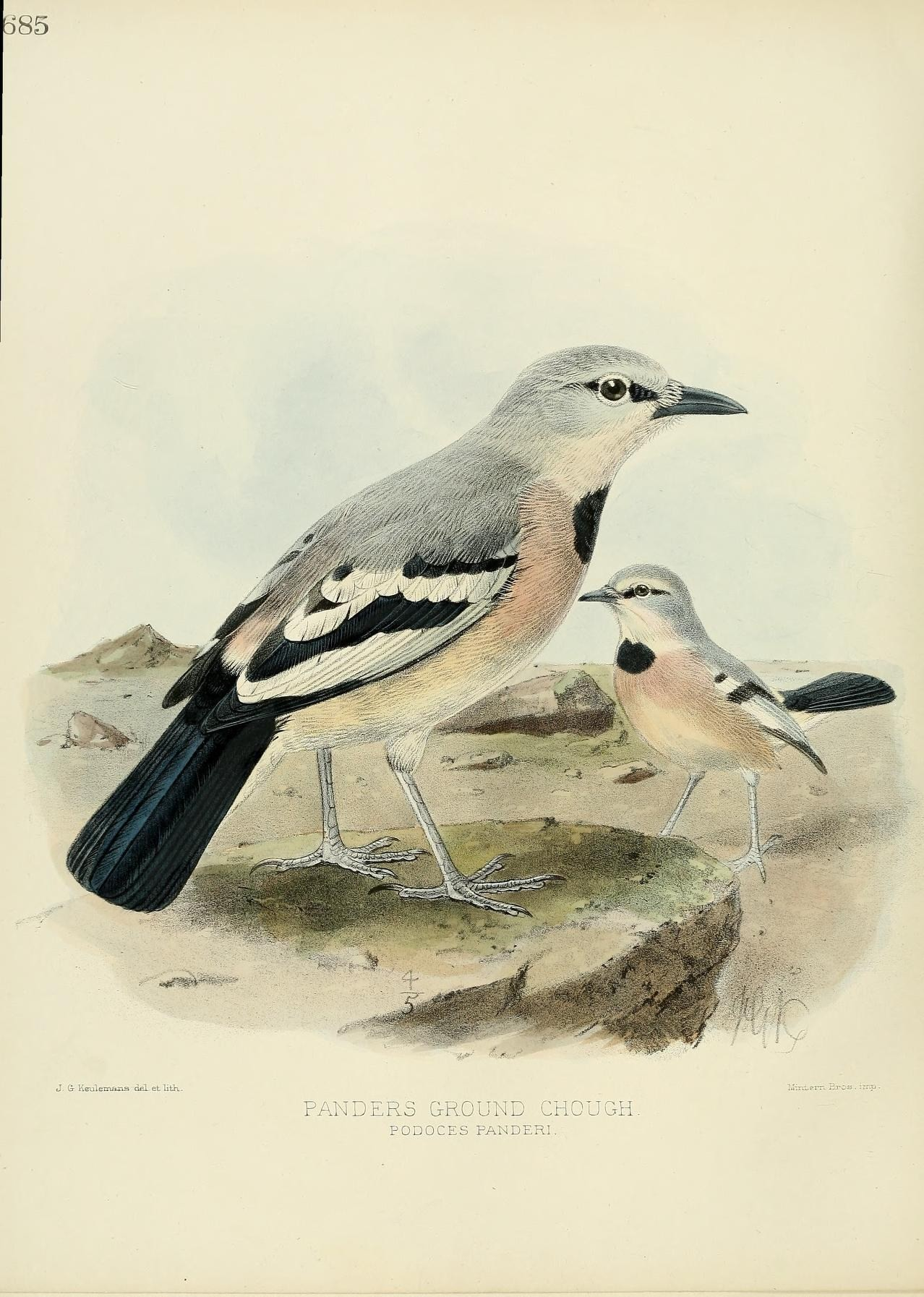
Пустельна джиджітка

Довжина птаха становить 25—30 см, вага 86—150 г. Голова велика, округла, дзьоб міцний, загострений, крила довгі, округлої форми, дещо загнуті донизу, хвіст середньої довжини з рівним кінцем, лапи довгі, міцні, будова тіла загалом кремезна.
Голова і верхня частина тіла попелясто-сірі, нижня частина тіла має рожевуватий відтінок. Перед очима чорні плями, за очима вузькі чорні смуги. На грудях велика чорна пляма. Першорядні махові пера білі з чорними кінчиками, біля основи чорні, махові пера білі, біля основи чорні, третьорядні махові пера чорні з білими кінчиками. Покривні пера крил чорно-білі. Хвіст синювато-чорний, блискучий. Очі темно-карі, дзьоб чорний, лапи сірувато-білі. Молоді птахи мають менш сіре забарвлення, пляма на грудях у них відсутня, плями перед очима сірі, дзьоб коротший.

## Підвиди
Виділяють два підвиди:
- P. p. panderi Fischer von Waldheim, 1821 — Туркменістан, Узбекистан, південний Казахстан (Кизилординська область);
- P. p. ilensis Menzbier & Schnitnikov, 1915 — східний Казахстан (пустеля Сариєсик-Атирау).

## Поширення і екологія
Пустельні джиджітки мешкають у Туркменістані, Узбекистані та Казахстані. Вони живуть у піщаних пустелях з дюнами й барханами, місцями порослих саксаулом, однак уникають густих заростей. Зустрічаються парами або невеликими сімейними зграйками. Ведуть наземний спосіб життя. Навесні і влітку основою раціону пустельних джиджіток є комахи, павуки, скорпіони, іноді дрібні ящірки. Восени і взимку велику частину раціону становить насіння. Пустельні джиджітки роблять запаси насіння, таким чином беручи участь у поширенні пустельних рослин. Сезон розмноження триває з березня по травень. Гніздо чашоподібне, робиться з гілочок, встелюється рослинним матеріалом, розміщується в чагарниках. У кладці від 4 до 6 яєць. Пташенята покидають гніздо через 15—18 днів після вилуплення, починають літати на 24—28 день після вилуплення. Сезон розмноження триває від кінця лютого до початку травня, з піком у березні — на початку квітня. Гніздо куполоподібне, розміщується в чагарниках. У кладці від 4 до 5 блакитнувато-зелених або сірих яєць, поцяткованих темними плямками. Інкубаційний період триває 16—19 днів, пташенята покидають гніздо через 17—18 днів після вилуплення.